# Manufacture des œillets
La Manufacture des œillets est une ancienne usine de transformation métallurgique, située rue Raspail à Ivry-sur-Seine.

## Histoire

### Chronologie
- 1832 : Guillaume Bac (1809-1884), ouvrier, fonde un atelier de fabrication de porte-plumes, de plumes et d’encriers à Paris.
- Vers 1856 : la famille Bac s’établit à Ivry (la fabrique demeure à Paris).
- 1890 : Charles Bac, fils de Guillaume, lance la construction de la manufacture d’Ivry (grande halle et pavillon du gardien).
- 1895 : l’usine emploie 245 salariés et produit des porte-plumes et des œillets métalliques.
- 1899 : la Maison Bac fusionne avec la Compagnie française, société qui fabrique des plumes métalliques à Boulogne-sur-Mer.
- 1904 : la production des porte-plumes est transférée à Boulogne ; seule la production d’œillets demeure à l’usine d’Ivry qui prend alors définitivement le nom de Manufacture française d’œillets métalliques (MFOM).
- 1905 : la MFOM devient une filiale d’United Shoe, multinationale américaine fabriquant des machines pour l’industrie de la chaussure.
- 1913 : début du chantier d’agrandissement de l’usine d’Ivry. Le projet est confié à l’ingénieur Paul Sée qui construit la tour surplombant la cour et les six premières travées du bâtiment dit « américain ». Ce premier bâtiment est construit par la United Shoe Machinery de France sur le modèle américain de la Daylight Factory. Il s'agit d’apporter aux ouvriers l’air et la lumière nécessaires à leur santé et à leur efficacité. L’édifice s'élève sur quatre niveaux entièrement libres et vitrés. « Avant-gardiste », il tourne le dos à une architecture industrielle dictée par le régionalisme et l’épargne, au profit d’une construction plus internationale, aux formes claires et modernes.
- 1923 : les ateliers de la MFOM sont transférés dans de nouveaux bâtiments — aujourd’hui disparus — à l’angle de la rue Truillot. Dans la halle libérée s'installe la Turner Tanning Machinery Company, qui fabrique des machines pour la tannerie.
- 1924 : extension du bâtiment américain jusqu'à la rue Raspail. Les ateliers sont répartis sur quatre étages en plancher libre, et les façades sont presque intégralement vitrées.
- 1935 : les sociétés (trois établissements) qui exploitent le site d'Ivry couvrent 86 000 mètres carrés et emploient près de 600 salariés.
- 1944 : dans la nuit du 26 au 27 août, la Manufacture est touchée par les bombardements anglo-américains : une façade latérale de la halle s’effondre.

### Depuis les années 1980
Les années 1980 voient la fermeture progressive du site industriel.
En 1988, une partie des locaux (31 rue Raspail) est rachetée par un collectif et, en 1989, la partie connue aujourd’hui sous le nom de Manufacture des œillets est acquise par un ancien architecte, Éric Danel.
Après l'arrêt de la production (fin des années 1980), la Manufacture sert d'entrepôt, de lieu d'exposition, de salle de théâtre. Certains bâtiments sont transformés en lofts d'habitation. 
En 1996, la halle, le bâtiment américain et la maison de gardien sont inscrits à l’inventaire supplémentaire des monuments historiques.
Depuis 2001, le rez-de-chaussée et le premier étage du bâtiment américain abritent l’École professionnelle supérieure d'arts graphiques et d'architecture de la Ville de Paris (EPSAA), formant en graphisme et communication visuelle.
La Manufacture est acquise en 2009 par la ville d’Ivry avec le projet de créer dans la grande halle le centre dramatique national du Val-de-Marne (à partir de 2015).
Durant l'été 2011, le Crédac emménage au troisième étage du même bâtiment.
À l'issue du chantier de la halle, le Théâtre des Quartiers d’Ivry s'y installe en décembre 2016.